# مزرعة سر آسياب (فراوان)
مزرعة سر آسیاب (بالفارسية: مزرعه سرآسیاب) هي منطقة سكنية تقع في إيران في سمنان.